# Ibrahim Alma
Ibrahim Alma (arabe : ابراهيم عالمة), né le 18 octobre 1991 à Umm al-'Adam (en) en Syrie, est un footballeur international syrien, qui évolue au poste de gardien de but avec le club d'Al-Wahda SC.

## Biographie

### Carrière en club
Il participe à la Coupe de l'AFC avec les clubs syriens d'Al-Shorta et d'Al-Wahda.

### En sélection
Il joue son premier match en équipe de Syrie le 11 octobre 2012, en amical contre le Koweït (score : 1-1). Il enregistre sa première victoire le 12 novembre 2014, en amical contre la Malaisie (victoire 0-3).
À compter de 2015, il se voit régulièrement appelé en sélection, et joue 19 matchs rentrant dans le cadre des éliminatoires du mondial 2018.
En janvier 2019, il est retenu par le sélectionneur Bernd Stange afin de participer à la Coupe d'Asie des nations 2019 organisée aux Émirats arabes unis.

## Palmarès
- Vainqueur de la Coupe de Syrie en 2016 avec l'Al Wahda Club